# Dichotomius melzeri
Dichotomius melzeri är en skalbaggsart som beskrevs av Luederwaldt 1922. Dichotomius melzeri ingår i släktet Dichotomius och familjen bladhorningar. Inga underarter finns listade i Catalogue of Life.